# Canton de Barjac
Le canton de Barjac est une ancienne division administrative du département du Gard, dans l'arrondissement d'Alès.

## Composition
| Nom                               | Code Insee | Intercommunalité | Superficie (km2) | Population (dernière pop. légale) | Densité (hab./km2) |
| --------------------------------- | ---------- | ---------------- | ---------------- | --------------------------------- | ------------------ |
| Barjac (chef-lieu)                | 30029      | CC Cèze-Cévennes | 42,72            | 1 569 (2014)                      | 37                 |
| Méjannes-le-Clap                  | 30164      | CC Cèze-Cévennes | 38,24            | 695 (2014)                        | 18                 |
| Rivières                          | 30215      | CC Cèze-Cévennes | 9,96             | 331 (2014)                        | 33                 |
| Rochegude                         | 30218      | CC Cèze-Cévennes | 11,94            | 233 (2014)                        | 20                 |
| Saint-Jean-de-Maruéjols-et-Avéjan | 30266      | CC Cèze-Cévennes | 17,30            | 960 (2014)                        | 55                 |
| Saint-Privat-de-Champclos         | 30293      | CC Cèze-Cévennes | 11,64            | 340 (2014)                        | 29                 |
| Tharaux                           | 30327      | CC Cèze-Cévennes | 9,52             | 55 (2014)                         | 5,8                |

## Histoire
De 1833 à 1848, les cantons de Barjac et de Saint-Ambroix avaient le même conseiller général. Le nombre de conseillers généraux était limité à 30 par département.

## Administration

### Conseillers généraux
| Période | Période                                                                      | Identité                               | Étiquette                            | Qualité                                                                                   |
| ------- | ---------------------------------------------------------------------------- | -------------------------------------- | ------------------------------------ | ----------------------------------------------------------------------------------------- |
| 1833    | 1848                                                                         | Louis de Veau de Robiac                | Majorité dynastique                  | Propriétaire des mines Maire de Robiac puis de Bessèges Député (1863-1864)                |
| 1848    | 1862 (décès)                                                                 | Régis Bruneau (d)                      |                                      | Propriétaire, maire de Barjac (1860-1862)                                                 |
| 1863    | 1867                                                                         | Xavier d'Entremaux (d)                 |                                      | Propriétaire Maire de Saint-Jean-de-Maruéjols-et-Avéjan (1848-1901)                       |
| 1867    | 1871                                                                         | Ernest Rédarès (d)                     | Droite                               | Avocat à Nîmes                                                                            |
| 1871    | 1874                                                                         | Charles Guynet (d)                     | Républicain                          | Médecin Maire de Barjac (1878-1884)                                                       |
| 1874    | 1880                                                                         | Charles de Roquefeuil-Versols (d)      | Droite                               | Propriétaire à Barjac                                                                     |
| 1880    | 1904                                                                         | Léonce de Castelnau                    | Conservateur puis Républicain rallié | Avocat à Barjac                                                                           |
| 1904    | 1915 Mort pour la France sur le butte de Tahure (Marne) le 27 septembre 1915 | Jean de Ramel (d)                      | Monarchiste                          | Avocat à la Cour d'appel de Paris Propriétaire à Rivières-de-Theyrargues                  |
| 1919    | 1940                                                                         | François de Ramel (frère du précédent) | Conservateur                         | Avocat à la Cour d'Appel de Paris Député (1919-1936) Élu en 1945 dans le Canton de Sumène |
|         |                                                                              |                                        |                                      |                                                                                           |
| 1942    | 1945                                                                         | Fulbert Malignon (d)                   | Droite                               | Coiffeur Maire de Rivières, ancien conseiller d'arrondissement Conseiller départemental   |
|         |                                                                              |                                        |                                      |                                                                                           |
| 1945    | 1949                                                                         | Louis Étienne (d)                      | PCF                                  | Boucher, ancien résistant Maire de Barjac (1945-1947)                                     |
| 1949    | 1961                                                                         | Roland Riffard (d)                     | MRP                                  | Exploitant agricole Maire de Barjac (1947-1958)                                           |
| 1961    | 1973                                                                         | Henri Champetier (d)                   | PCF                                  | Cheminot Maire de Saint-Jean-de-Maruéjols-et-Avéjan (1959-1989)                           |
| 1973    | 1984 (décès)                                                                 | Jean Tassy (d)                         | PS puis SE                           | Antiquaire Maire de Barjac (1971-1984)                                                    |
| 1984    | 1992                                                                         | Édouard Chaulet (d)                    | PCF                                  | Professeur Maire de Barjac depuis 1989                                                    |
| 1992    | 2004                                                                         | Bernard Raoux (d)                      | DVD                                  | Chef d'entreprise Maire de Saint-Privat-de-Champclos (2001-2014)                          |
| 2004    | 2015                                                                         | Édouard Chaulet (d)                    | PCF                                  | Maire de Barjac depuis 1989                                                               |

### Conseillers d'arrondissement (de 1833 à 1940)
| Période                                  | Période      | Identité                    | Étiquette   | Qualité |
| ---------------------------------------- | ------------ | --------------------------- | ----------- | --- |
| 1833                                     | 1839         | Régis Bruneau               |             | Propriétaire à Barjac                                                                                       |
| 1839                                     | 1848         | Gaston de Montferré         | Royaliste   | Maire de Barjac                                                                                             |
| 1848                                     | 1855         | Dominique d'Entremeaux      |             | Propriétaire, maire de Saint-Jean-de-Maruéjols                                                              |
| 1855                                     | 1871         | Étienne Dupoux (1819-1895), |             | Docteur en médecine, propriétaire à Barjac                                                                  |
| 1871                                     | 1877 (décès) | Édouard Julien (1817-1877)  |             | Notaire, maire de Rivières                                                                                  |
| 1877                                     | 1891 (décès) | Jules Alzas                 | Légitimiste | Propriétaire à Barjac                                                                                       |
| 1891                                     | 1895         | Albert de Gérente           |             | Médecin à Barjac                                                                                            |
| 1895                                     | 1931         | Gaston Dupoux               | Droite      | Notaire, maire de Barjac                                                                                    |
| 1931                                     | 1937         | Fulbert Malignon            | URD         | Coiffeur, maire de Rivières                                                                                 |
| 1937                                     | 1940         | Fernand Paumel              | PC-SFIC     | Boulanger, maire de Saint-Jean-de-Maruéjols, déchu de son mandat en 1940 (décrets Daladier)                 |
| 1940                                     |              |                             |             | Les conseils d'arrondissement ont été suspendus par la loi du 12 octobre 1940 et n'ont jamais été réactivés |
| Les données manquantes sont à compléter. |              |                             |             | |

### Juges de paix
- 1820-1836 : Louis Servier
- 1836-1848 : Étienne Fages
- 1848 : David Ausset
- 1848-1879 : Joseph Maigron
- 1879-1886 : Achille Lafaye-Pourquier
- 1886-1891 : François Dutour
- 1891-1904 : Joseph Bruneau
- 1904-1906 : Daniel Brunet
- 1906-1907 : Jules André

## Photographie
|  |

## Démographie
| 1962  | 1968  | 1975  | 1982  | 1990  | 1999  | 2006  | 2011  | 2012  |
| ----- | ----- | ----- | ----- | ----- | ----- | ----- | ----- | ----- |
| 2 643 | 2 520 | 2 549 | 2 786 | 3 015 | 3 162 | 3 600 | 4 124 | 4 124 |